# Setodes puruchringa
Setodes puruchringa är en nattsländeart som beskrevs av Schmid 1987. Setodes puruchringa ingår i släktet Setodes och familjen långhornssländor. Inga underarter finns listade i Catalogue of Life.